# Eviota santanai
Eviota santanai é uma espécie de góbio, um peixe, de cores rosa, lilás e branca, endémico de Timor-Leste
A espécie foi descoberta com base em quatro exemplares recolhidos no Parque Nacional Nino Konis Santana e a sua descrição publicada em 2013. Os investigadores descobriram os espécimenes em águas rasas, em agosto de 2012. O Parque Nacional Nino Konis Santana, o primeiro de Timor-Leste, fica situado em Tutuala, distrito de Lautém, na ponta oriental do país.